# المحاقر (إب)

تعديل مصدري - تعديل

المحاقر هي إحدى قرى عزلة ريمان بمديرية إب التابعة لمحافظة إب، بلغ تعداد سكانها 590 نسمة حسب تعداد اليمن لعام 2004.